# I Got Soul
"I Got Soul" é uma canção gravada pelo grupo de cantores britânicos Young Soul Rebels, formados pela instituição de caridade War Child. No dia seguintes aos Brit Awards de 2009, onde a banda estado-unidense The Killers havia interpretado sua faixa "All These Things That I've Done" ao lado das britânicas Coldplay, Take That e U2, o membro da última, Bono Vox, comentou à emissora BBC Radio 1 que a bandeira da organização atrás dos músicos com o refrão da composição dava outro significado à obra. Esta observação levou a fundação a unir artistas britânicos para que fizessem sua própria versão da música dos Killers. O resultado foi a interpretação em coral que constitui dos gêneros de dance com partes de rap e versos incluídos pelos novos intérpretes.
"I Got Soul" foi lançada como um single de caridade pela War Child para que seu dinheiro recolhido fosse destinado aos projetos em prol de crianças afetadas por guerras em regiões do mundo como Uganda e Congo. Críticos notaram a interpretação dos Young Soul Rebels como inferior à original e a liberdade tomada pelos cantores como a das partes de rap, mas concluíram que embora o produto não tenha sido bom, o propósito da organização valesse a adquirição da obra. A faixa atingiu o décimo lugar na tabela de canções mais vendidas no Reino Unido, a UK Singles Chart, e o número dezenove na irlandesa Irish Singles Chart. Sua divulgação ocorreu através de uma apresentação do conjunto nos MOBO Awards de 2009, um vídeo dos intérpretes em estúdio gravando "I Got Soul" e camisetas feitas pelo designer de moda Henry Holland, cujas vendas foram revertidas à instituição.

## Antecedentes, gravação e propósito
Nos Brit Awards de 2009, o empresário Chris O’Donnell uniu os grupos musicais britânicos Coldplay, U2 e Take That ao estado-unidense The Killers no seu bis de "All These Things That I've Done" na festa da premiação, anfitriada pela instituição de caridade War Child. No dia seguinte, Bono Vox, líder do U2, compareceu à emissora BBC Radio 1, onde referenciou o trabalho da organização com crianças de países como Uganda e Congo e comentou: "Aquele entoado de I've got soul, but I'm not a soldier tinha um novo significado por haver um pôster da War Child atrás de nós." Esta observação de Vox levou a fundação a expandir sua mensagem ao juntar músicos britânicos, formando o conjunto Young Soul Rebels, para que fizesem sua própria versão de "All These Things That I've Done". O'Donnel contatou produtores musicais que estavam trabalhando na época e acabou por fechar um contrato com Fraser T. Smith, que ficou encarregado pela produção da faixa.
A execução, intitulada "I Got Soul", foi gravada em 6 de julho de 2009 nos Metropolis Studios da capital inglesa de Londres. Cada intérprete cantou um pedaço da nova versão da música dos Killers, tendo introduzido novos versos. O resultado do encontro dos músicos foi uma edição de dance music com elementos de rap em um coral no refrão do verso mencionado anteriormente. O propósito da War Child foi de obter fundos com as vendas da canção para poder ajudar crianças que são afetadas por guerras pelo mundo.

## Recepção
Fraser McAlpine, do blog musical da rede BBC, comparou "I Got Soul" com a faixa original dos Killers e criticou sua nova versão pela liberdade que o grupo de intérpretes tomou como o de fazer rap em algumas partes da obra e usar um verso que não está em "All These Things That I've Done". O redator notou que embora o resultado não tenha sido de boa qualidade, a ação da War Child é mais valorosa e que mesmo os consumidores não gostando da regravação, poderiam "aumentar o volume da versão dos Killes até a morte". Todavia tendo escrito uma análise negativa, McAlpine deu à composição quatro estrelas de um total de cinco. Alex Fletcher, do portal Digital Spy, concordou com a resenha anterior ao afirmar que na segunda tentativa da instituição de unir músicos em prol de obter fundos — a primeira foi com a reinterpretação de "Come Together" por Noel Gallagher, Paul Weller, Ocean Colour Scene e Paul McCartney em 1995 —, "I Got Soul" não soa de qualidade favorável e os pedaços de rap não são tão inspiradores. No final da sua crítica, sugeriu que o leitor adquirisse a canção por ser de uma boa causa, avaliando a música com três estrelas de cinco.
"I Got Soul" fez sua estreia nas tabelas musicais através da irlandesa Irish Singles Chart, no seu número dezenove na data de 22 de outubro de 2009. No dia 31 seguinte, atingiu a décima posição da UK Singles Chart, publicada pela empresa britânica The Official Charts Company. Seu desempenho expandiu-se na Europa com sua entrada na lista continental European Hot 100 Singles, na qual alcançou o 58° lugar em 21 de novembro seguinte.
| Tabela (2009)                             | Melhor posição |
| ----------------------------------------- | -------------- |
| Irlanda (Irish Singles Chart)             | 19             |
| Reino Unido (UK Singles Chart)            | 10             |
| União Europeia (European Hot 100 Singles) | 58             |

## Divulgação
Nos MOBO Awards de 2009, realizados em 30 de setembro daquele ano em Glasgow, Escócia, os Young Soul Rebels cantaram "I Got Soul" no palco da premiação musical, que entregou também à War Child o BeMobo Award em reconhecimento da sua responsabilidade social. Um vídeo dos músicos em estúdio gravando a faixa foi divulgado e o designer de moda Henry Holland fez camisetas do single para que suas vendas fossem também revertidas à instituição.

## Listas de faixas
| CD single e download digital |                                                   |         |  |
| N.º                          | Título                                            | Duração |  |
| 1.                           | "I Got Soul"                                      | 3:59    |  |
| 2.                           | "I Got Soul" (edição vocal)                       | 3:34    |  |
| 3.                           | "I Got Soul" (Red Top Remix - edição para rádios) | 3:26    |  |
| Duração total:               | Duração total:                                    | 10:59   |  |

## Histórico de lançamento
| País        | Data                  | Formato          | Gravadora |
| ----------- | --------------------- | ---------------- | --------- |
| Irlanda     | 15 de outubro de 2009 | Download digital | Universal |
| Reino Unido | 15 de outubro de 2009 | Download digital | Island    |
| Reino Unido | 19 de outubro de 2009 | CD single        | Island    |